# Misericoccus salsolae
Misericoccus salsolae är en insektsart som först beskrevs av Vayssiere 1933.  Misericoccus salsolae ingår i släktet Misericoccus och familjen ullsköldlöss.
Artens utbredningsområde är Tunisien. Inga underarter finns listade i Catalogue of Life.